# シクロウ

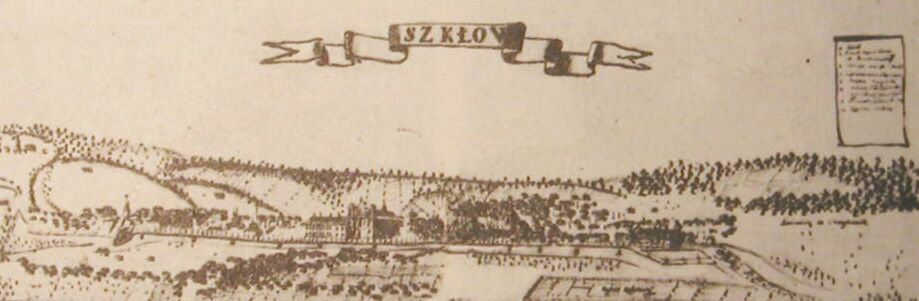
18世紀のシクロウの様子

シクロウ（ベラルーシ語: Шклоў、ロシア語: Шклов）は、ベラルーシ・マヒリョウ州の都市。マヒリョウからは 35 km 北に離れている。ヴォルシャとマヒリョウを結ぶ鉄道が通っている。人口は15,900人（2004年）。

## 歴史
- 1535年 - シクロウについての最古の記録
- 1762年4月10日 - 市章制定

## 交通
- 鉄道
- バス（3ルート）

## 人物
- アレクサンドル・ルカシェンコ - ベラルーシ大統領
- ナウム・エイチンゴン